# Цуцора
Цуцора (рум. Ţuţora), устар. Цецора — село в жудеце Яссы (румынская Молдова), расположенное на правом, румынском берегу реки Прут, неподалёку от Ясс. 

## История
В эпоху средневековья Цуцора была портовым городом. До нашего времени сохранились остатки разрушенных дворцов, монастырей, рынков и улиц.
Был захвачен, разграблен и разрушен турецким войском султана Мурада IV.
В 1620 году в окрестностях села турецко-татарские войска разгромили вторгнувшееся в Молдову польское войско во главе с великим коронным гетманом Станиславом Жолкевским, который сложил свою голову в этом сражении.